# Vigía del Fuerte
Vigía del Fuerte este un municipiu din departamentul Antioquia, Columbia.